# نمونه‌کاهی
نمونه‌برداری  (به انگلیسی: Downsampling)، فرآیند نمونه برداری مجدد در یک سیستم پردازشسیگنال گسسته است. هر دو نمونه برداری کوچک و قطع می توانند مترادف با فشرده سازی باشند، یا می توانند یک فرآیند کامل کاهش پهنای باند (فیلتر کردن) و کاهش نرخ نمونه را توصیف کنند. 
هنگامی که فرآیند بر روی دنباله‌ای از نمونه‌های یک سیگنال یا یک تابع پیوسته انجام می‌شود، تقریبی از دنباله‌ای را ایجاد می‌کند که با نمونه‌برداری از سیگنال با نرخ کمتر (یا چگالی، مانند مورد عکس) به دست می‌آید.